# Fonroque
Fonroque é uma comuna francesa na região administrativa da Nova Aquitânia, no departamento Dordonha. Estende-se por uma área de 8,83 km². Em 2010 a comuna tinha 331 habitantes (densidade: 37,5 hab./km²).